# معاهدة بوخارست (1913)
اتفاقية بوخارست (بالرومانية:Tratatul de la Bucureşti) (بالصربية:Букурештански мир) (بالبلغارية:Договорът от Букурещ) (باليونانية:Συνθήκη του Βουκουρεστίου)
وقعت هذه الاتفاقية في العاشر من أغسطس، عام 1913 في بوخارست في رومانيا وموقعوها هم: بلغاريا ورومانيا وصربيا واليونان والجبل الأسود. رغم أن الإمبراطورية العثمانية كانت طرفا في حرب البلقان الثانية إلا أنها لم تكن حاضرة خلال هذا الاتفاق.